# Catanha
Henrique Guedes da Silva, mais conhecido como Catanha (Recife, 6 de março de 1972), é um ex-futebolista brasileiro naturalizado espanhol, que atuava como atacante.

## Carreira
Formado nas categorias de base do Fluminense, Catanha iniciou sua carreira profissional no São Cristóvão (1991 a 1994), e após jogar 2 temporadas pelo União São João, foi contratado pelo CSA de Alagoas, como artilheiro, tendo marcado 31 gols no Campeonato Alagoano de 1994.
Ainda jogou pelo Paysandu em 1995, até assinar com o Belenenses de Portugal. Em 1997/1998, iniciou uma trajetória de 8 anos pelo futebol espanhol, jogando por Salamanca, Leganés (empréstimo), Málaga e, principalmente, Celta de Vigo. Em 2004, jogou pelo Krylya Sovetov da Rússia, e após uma segunda passagem pelo Belenenses em 2005, voltou ao Brasil no mesmo ano para jogar no Marília e no Atlético Mineiro, onde marcou apenas 5 gols em 17 jogos, integrando o elenco que foi rebaixado à Série B de 2006. Regressaria à Espanha em janeiro de 2006, contratado pelo Linares.
Ele ainda jogaria uma temporada e meia pelo Unión Estepona CF da quarta divisão espanhola, até voltar novamente ao Brasil em 2010 para defender o Corinthians Alagoano no campeonato local e na Copa do Brasil. Em seguida, voltou ao CSA onde atuou no Campeonato do Nordeste e na segunda divisão local. Encerrou a carreira pela primeira vez em 2012, quando jogava pelo Sport Atalaia, onde chegou como principal atração do time.
Após 4 anos parado, quando chegou a candidatar-se à presidência do CSA (posteriormente abandonou a candidatura), o atacante confirmou sua volta aos gramados pelo Sete de Setembro, com o objetivo de evitar o rebaixamento da equipe à Segunda Divisão alagoana. Ainda em 2016, voltou a jogar na Espanha, assinando com o Unión Deportiva Dos Hermanas San Andrés, da Tercera División (que, apesar do nome, é a quarta divisão nacional), onde joga ao lado de seu filho, Pedro Guedes, e também trabalha como auxiliar-técnico. Antes, exerceu a função de jogador e treinador do Club Deportivo Zénit de Torremolinos, time da Segunda Divisão da Andaluzia (uma das divisões regionais do futebol espanhol).

## Seleção Espanhola
O desempenho de Catanha pelo Málaga - e, posteriormente, pelo Celta de Vigo - credenciaram-no a naturalizar-se espanhol em 2000, estreando pela Seleção em outubro, contra Israel, em jogo válido pelas Eliminatórias da Copa de 2002, tendo entrado no lugar de Ismael Urzaiz. Ele ainda disputaria 2 partidas no mesmo ano, porém não seria convocado a partir de então.
Em sua curta passagem pela Fúria, Catanha tornou-se o terceiro negro (e o segundo brasileiro) a atuar pela Seleção (antes dele, Vicente Engonga e Donato envergaram a camisa da Espanha, chegando inclusive a disputar uma Eurocopa cada um).